# Бојан Ђорђевић (историчар)
Бојан Ђорђевић (Трстеник, 1965) српски је историчар књижевности и универзитетски професор.

## Биографија
У родном граду завршио је основну и средњу школу. Студирао је „Југословенску и општу књижевност“ на Филолошком факултету у Београду. Дипломирао је 1989, а магистрирао 1994. године. Докторирао је 2003. године на тему Никола Наљешковић - дубровачки писац XVI века. Од 1995. године ради у Институту за књижевност и уметност у Београду, а од 2003. године има звање „научног сарадника“. Од 2003. године ради као гостујући професор на Филозофском факултету у Нишу, на Катедри за српски језик и књижевност.
Бави се историјом књижевности, обично ренесансом и бароком, а предавао је и „Културну историју Срба“. На Филолошком факултету у Београду од 2006. предаје предмете „Увод у Архивистику“ и „Архивистику“, као и и предмете "Увод у музеологију" и "Музеологију",  студентима на Катедри за библиотекарство и информатику. Од августа 2020. године је редовни професор на Катедри за библиотекарство и информатику. Један је од уредника Зборника Матице српске за књижевност и језик.
Сарадник је на пројекту израде Српског биографског речника Матице српске.
Бојан Ђорђевић је био предавач на Трибини „Браћа Кашанин“, изложивши своју студију „Филозофија витализма: Милан Кашанин“.

### Књиге
1. Летопис културног живота Србије под окупацијом 1941-1944, Београд, 2001.
2. Никола Наљешковић – дубровачки писац XVI века, Београд, 2005.
3. (приредио) Бора Станковић: Коштана (фототипско прво издање), Београд, 1995.

### Одабране студије
1. Српска историја на дубровачкој позорници 17. века, „Театрон“, 18, 1994, 27-30.
2. Палмотићева „Алчина“ и њен италијански узор, „Књижевност и језик“, 44, 1-2, 67-78.
3. Петар Колендић као проучавалац дубровачке драме, „Научни састанак слависта у Вукове дане“, 25/1, 1996, 191-197.
4. „Гомнаида“ Џона Палмотића, „Књижевност и језик“, 45, 4, 47-55.
5. Сентенце из Светог писма у мелодрамама Џона Палмотића, „Научни састанак слависта у Вукове дане“, 26/1, 1997, 275-282.
6. Време у драми: о проблему темпоралности у Држићевој Новели од Станца, „Књижевност и језик“, 46, 2-4, 103-110.
7. Прослава Светог Саве у Србији под окупацијом (1941—1944), „Братство“, 2, 1998, 121-128.
8. Аутобиографско и фикционално у прози Борислава Пекића, „Научни састанак слависта у Вукове дане, 27/1, 1998, 441-448.
9. Српска приповетка 1941-1944: повратак традиционалном моделу приповедања, „Научни састанак слависта у Вукове дане“, 29/2, 2000, 271-278.
10. Писма Милана Решетара Љубомиру Ковачевићу, „Прилози за књижевност, језик, историју и фолклор“, 63-64, 1-4 (1997—1998), 2000, 94-100.
11. Вуков сабор 1941-1944, „Даница за 2001", 2000, 538-542.
12. Примери казнене политике Дубровачке републике крајем 15. и у 16. веку, „Прилози за књижевност, језик, историју и фолклор“, 65-66, 1-4 (1999—2000), 2001, 135-142.
13. Помени Карађорђа и Првог устанка у српској штампи за време окупације 1941. до 1944. године, у зборнику: Настајање нове српске државе, Београд/Велика Плана, 2001, 177-183.
14. Срби о Немачкој и Немцима (1941—1944): између путописа и пропаганде, у зборнику: Књига о путопису, Београд, 2001, 297-303.
15. Културни живот у Панчеву за време окупације (1941—1944), у зборнику: Књижевна топографија Панчева, Панчево, 2001, 446-450.
16. Диснаративност и онтологија приче, „Зборник Матице српске за књижевност и језик“, 48, 2-3 (2000), 2002, 341-354.
17. О непознатој књизи под Андрићевим именом, „Даница за 2003", 2002, 313-316.
18. Дубровачка књижевност у Српском књижевном гласнику, у зборнику: Сто година Српског књижевног гласника, Београд, 2003, 187-193.
19. Пословице и пословични изрази у дубровачким прерадама Молијерових комедија, у: Зборник у почаст академику Мирославу Пантићу, Београд, 2003, 161-173.
20. Породица Илић у српској периодици 1941-1944, у зборнику: Породица Јована Илића у српској књижевности и култури, Београд, 2003, 129-134.
21. Књижевни живот у Србији за време окупације 1941-1944. (И). Идеолошки и естетички оквири, „Књижевна историја“, XXXV, 119, 2003, 115-124.
22. О времену настанка дубровачке комедије „Шимун Дундурило“, „Прилози за књижевност, језик, историју и фолклор“, 68-69, 1-4 (2002—2003), 2004, 197-202.
23. Дубровачка молијеровска комедија „Андро Ститикеца“, „Прилози за књижевност, језик, историју и фолклор“, 68-69, 1-4 (2002—2003), 2004, 203-208.
24. Књижевни живот у Србији за време окупације 1941-1944. (II). Књижевници у окупацији, „Књижевна историја“, XXXV, 120-121, 2003, 519-533.
25. "Живот Тобин“ Лукреције Богашиновић: драмска структура епског дела“, „Научни састанак слависта у Вукове дане“, 33/2, 2004, 109-116.
26. "Фарсе Николе Наљешковића – поетика жанра, „Зборник Матице српске за књижевност и језик“, 51, 1-2 (2003), 2004, 47-57.
27. Сатира „Цонтро ла нобилтà ди Рагуса“ Марија Кабожића, „Прилози за књижевност, језик, историју и фолклор“, 70, 1-4 (2004), 2005, 211-218.
28. Један ђачки лист писан руком, „Књижевна историја“, XXXVI, 122-123, 2004, 177-181.
29. Књижевни живот у окупацији. (III). Књижевници и политички погледи, „Књижевна историја“, XXXVI, 122-123, 2004, 283-292.
30. Између фарсе и еклоге: проблем драмског времена у „Венери и Адону“ Марина Држића, „Књижевна историја“, XXXVI, 124, 2004, 351-358.
31. Филозофија витализма : Милан Кашанин, у књижици: Браћа Кашанин : знаменити Барањци, Бели Манастир, 2007, 14-22.